# Robertsbridge
Robertsbridge è una località di 2.624 abitanti della contea dell'East Sussex, in Inghilterra.